# HD72611
HD72611 — хімічно пекулярна зоря спектрального класу A0, що має видиму зоряну величину в смузі V приблизно  7,0.
Вона  розташована на відстані близько 537,3 світлових років від Сонця.

## Пекулярний хімічний склад
Зоряна атмосфера HD72611 має підвищений вміст 
Eu
.